# Abu Safita
Abu Safita – wieś w Syrii, w muhafazie Aleppo, w dystrykcie As-Safira. W 2004 roku liczyła 172 mieszkańców.